# 沙月站
沙月站（：／ Sawol yeok */?）是大邱地鐵2號線沿線的一座地下車站，位於韓國大邱廣域市寿城区新梅洞。

## 車站結構
站體為1面2線島式月台的地下車站，候車月台設有月台幕門，並有4處出口。

### 月台配置
| 新梅 ↑   |
| 下 上 \| |
| ↓ 正坪   |

| 月台 | 路線               | 目的地                 |
| ---- | ------------------ | ---------------------- |
| 上行 | ●大邱都市鐵道2號線 | 半月堂、龍山、汶陽方向 |
| 下行 | ●大邱都市鐵道2號線 | 正坪、林堂、嶺南大方向 |

## 歷史
- 2005年10月18日：落成啟用。

## 車站周邊
- 大邱沙月初等學校
- 新梅橋
- 沙月橋
- E-mart慶山店
- 大邱銀行（朝鲜语：대구은행）沙月站分行
- 大邱交通公社沙月管理所
- 庆山站

## 圖片

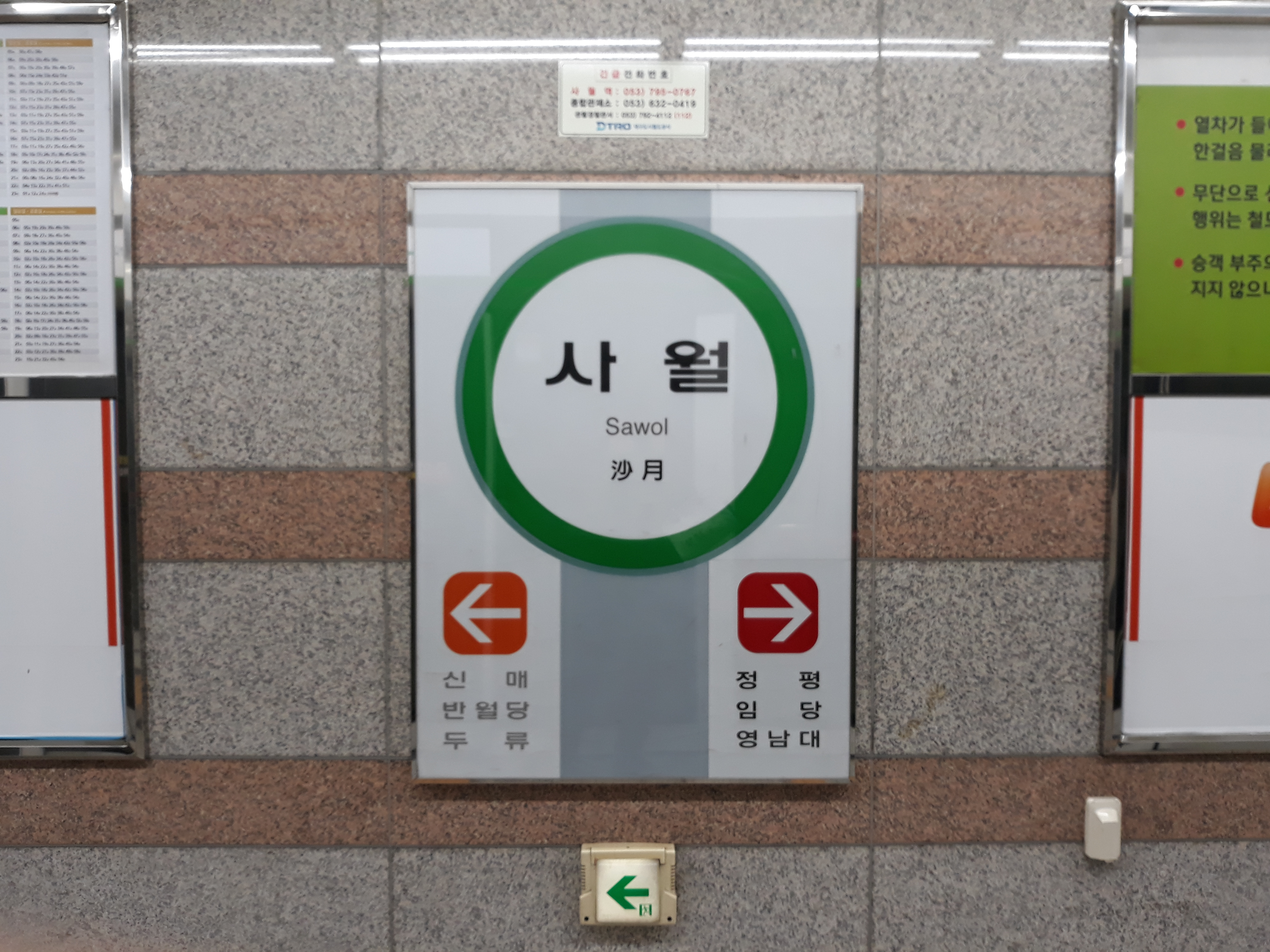
站名牌
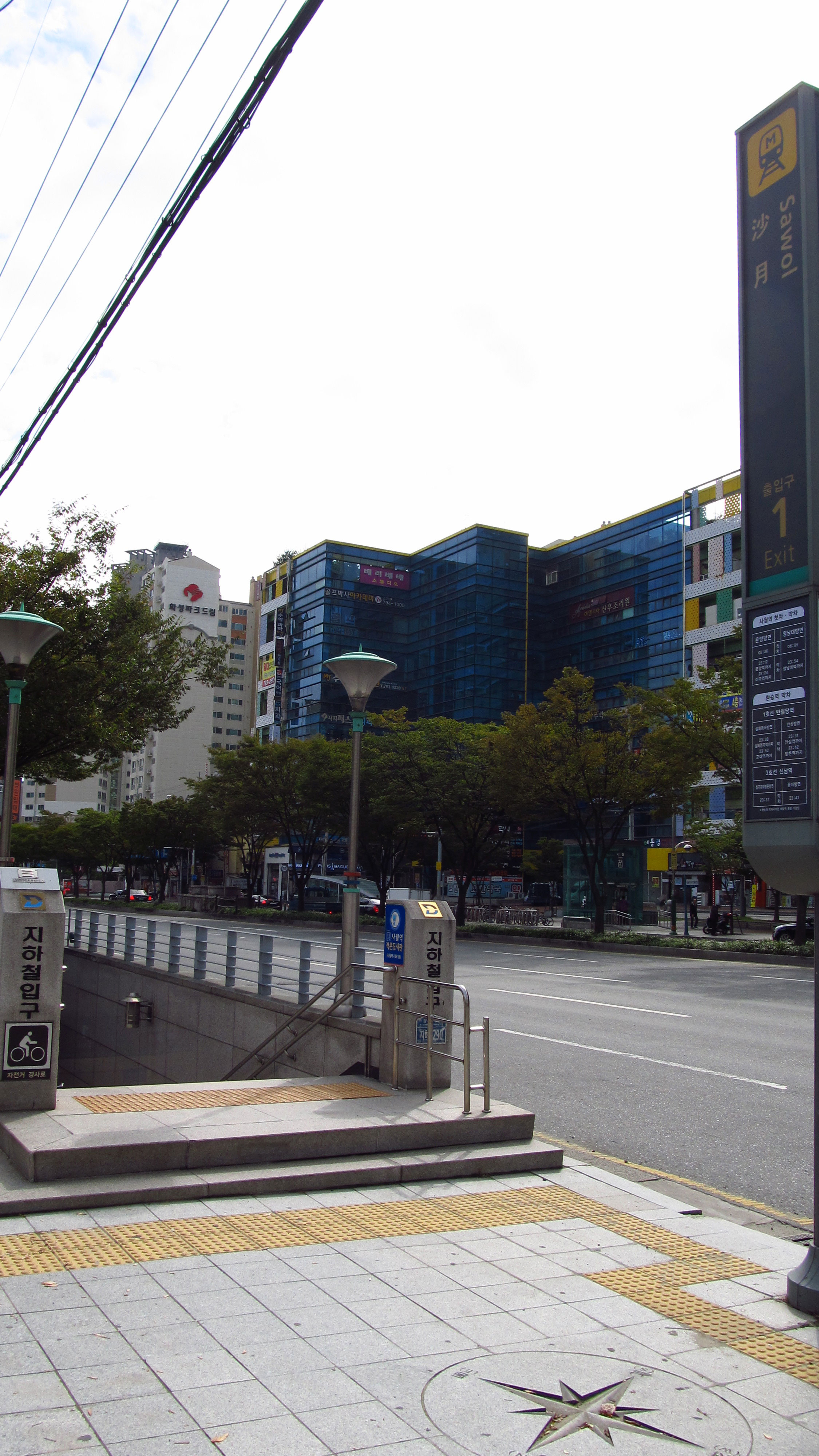
1號出口
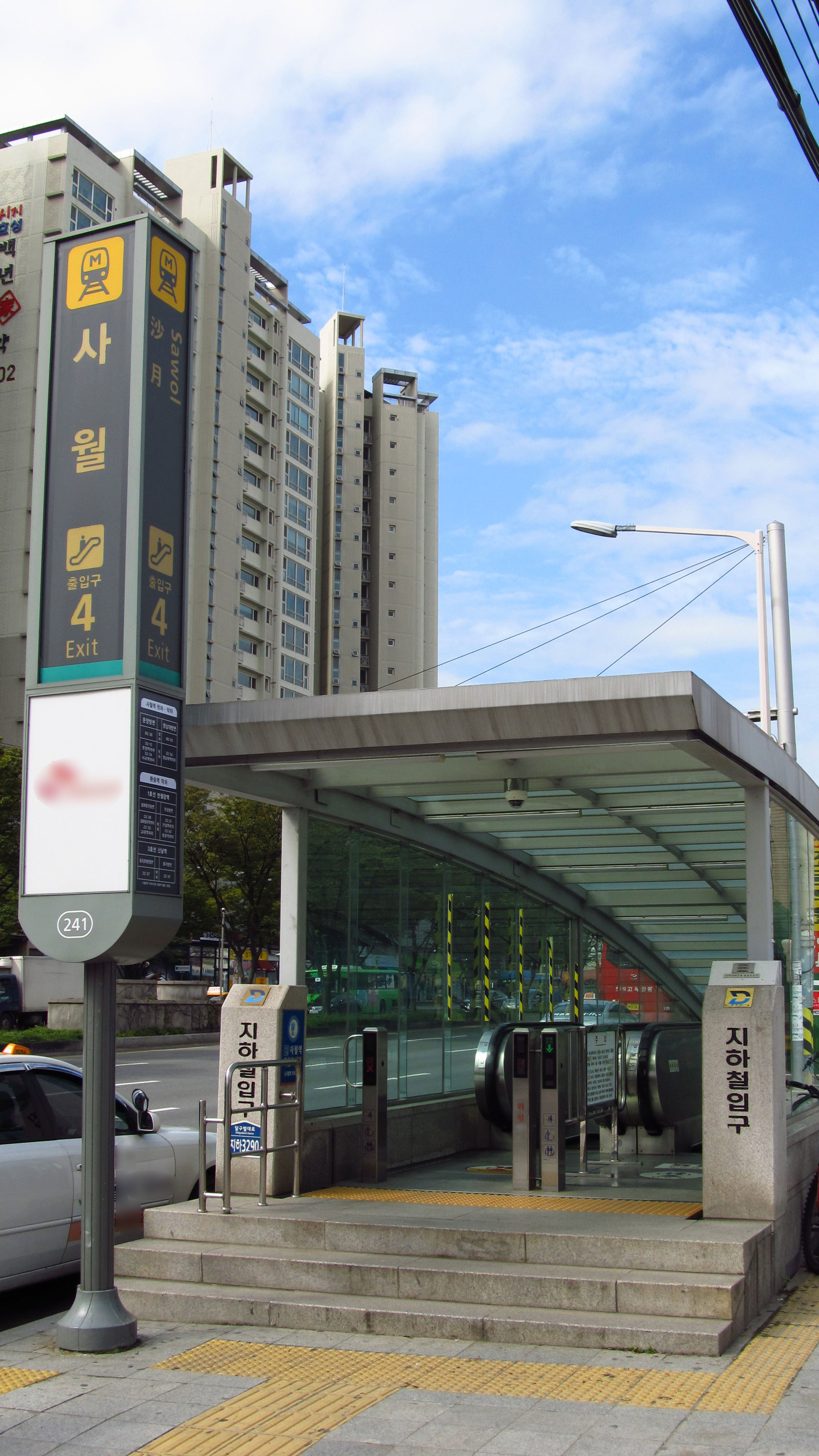
4號出口

## 相鄰車站
大邱都市鐵道公社
●大邱都市鐵道2號線
新梅（240）－沙月（241）－正坪（242）